# Ulfsö
Ulfsö (estniska: Aegna, tyska: Wulf) är en ö i norra Estland. Administrativt är ön en stadsdel inom Kesklinndistriktet i Tallinns stad och ligger i landskapet Harjumaa. Ön hade 12 bofasta invånare i januari 2017.

## Geografi
Ulfsö ligger i Finska viken, 16 km norr om Tallinn och 1,5 km norr om halvön Viimsi poolsaar och dess nordspets Rohuneem. Mellan det estländska fastlandet och Ulfsö ligger de mindre skären Gräsören (Kräsuli) och Kummelskär (Kumbli). Arean är 3 kvadratkilometer. Öns nordöstra udde benämns Lemmiku nina. På det lilla skäret Vullikrunn nordväst om Ulfsö ligger Ulfsö fyr.
Terrängen på Ulfsö är platt och till övervägande del täckt med skog. Öns högsta punkt är 19 meter över havet. Den sträcker sig 2,3 kilometer i nord-sydlig riktning, och 2,8 kilometer i öst-västlig riktning.
Klimatet i området är tempererat. Årsmedeltemperaturen i trakten är 5 °C. Den varmaste månaden är augusti, då medeltemperaturen är 17 °C, och den kallaste är februari, med −2 °C.

## Historia
Ön har tidvis varit befolkad av fiskare åtminstone sedan 1460. I början av 1900-talet tvingades de boende vid de fem gårdarna på ön att lämna ön då den omvandlades till militärt område, men byns historiska begravningsplats finns bevarad. 1911 påbörjades anläggandet av ett kustbatteri på Ulfsö som del av Peter den stores sjöfästning. Batteriet kom senare att byggas ut under andra världskriget. Från 1914 till 1944 fanns även en smalspårig järnväg på ön.
Under sovjettiden kom platsen att bli ett omtyckt utflyktsmål för Tallinnborna, och sedan 1975 ingår ön administrativt i Tallinns stad. Ön fick även ge namn åt ett sovjetiskt cigarettmärke.

## Natur och turism
Ön är ett landskapsreservat och har omkring 15 kilometer vandringsleder. På ön finns rester av de historiska militära anläggningarna, bland annat kustbatteriet, ett vakttorn och järnvägsspår.
Ön trafikeras dagligen av en färja och turistbåtar från Tallinns hamn under sommarmånaderna och kan även nås med båt från Piritas småbåtshamn.

## Galleri

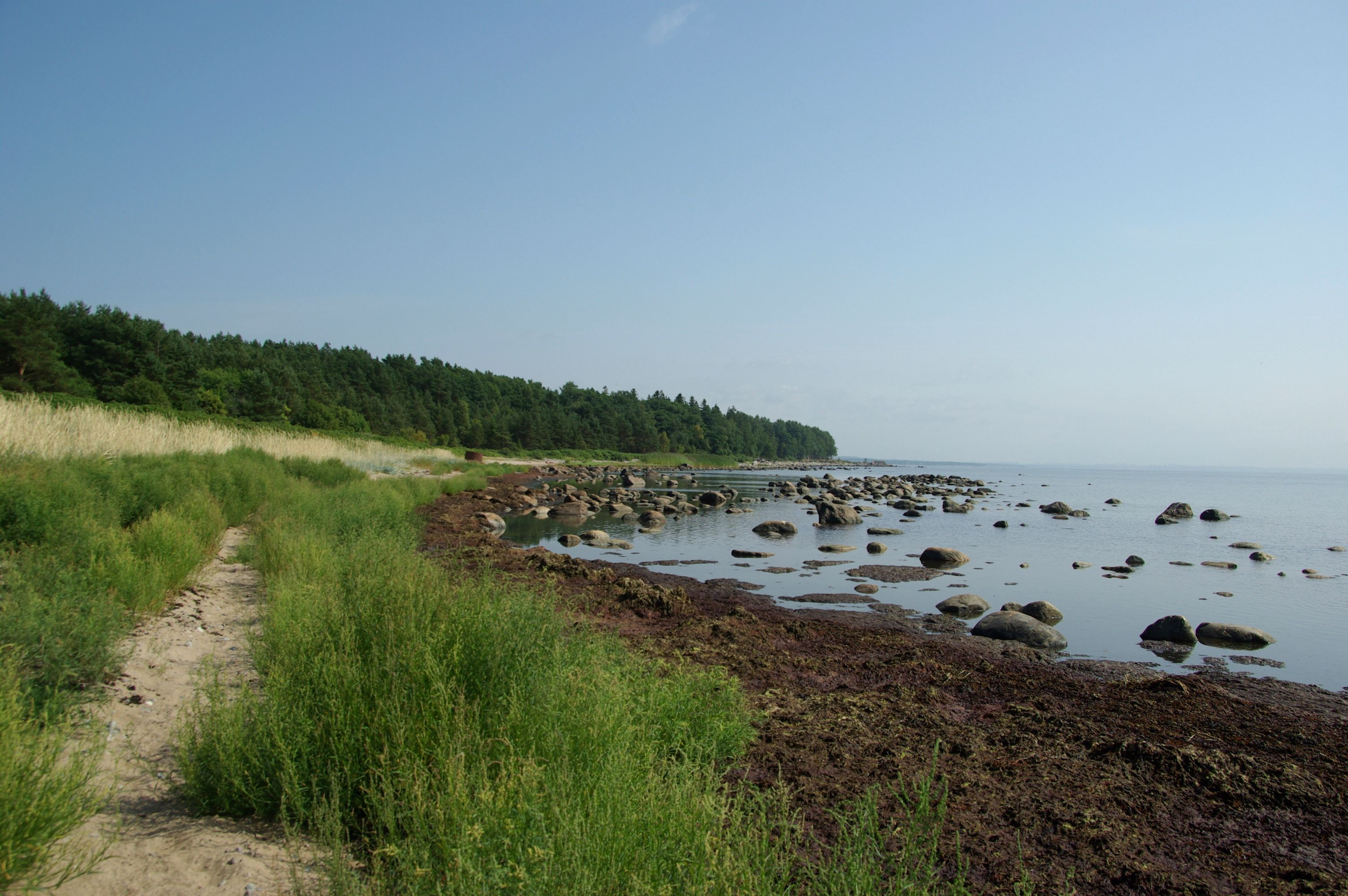
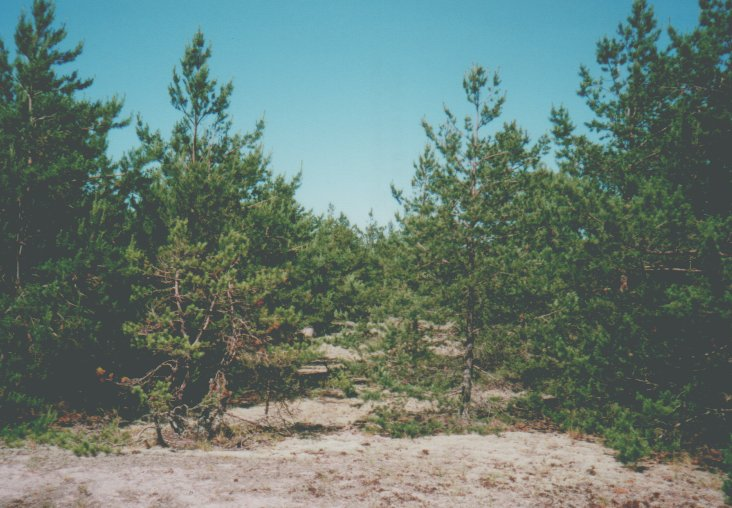
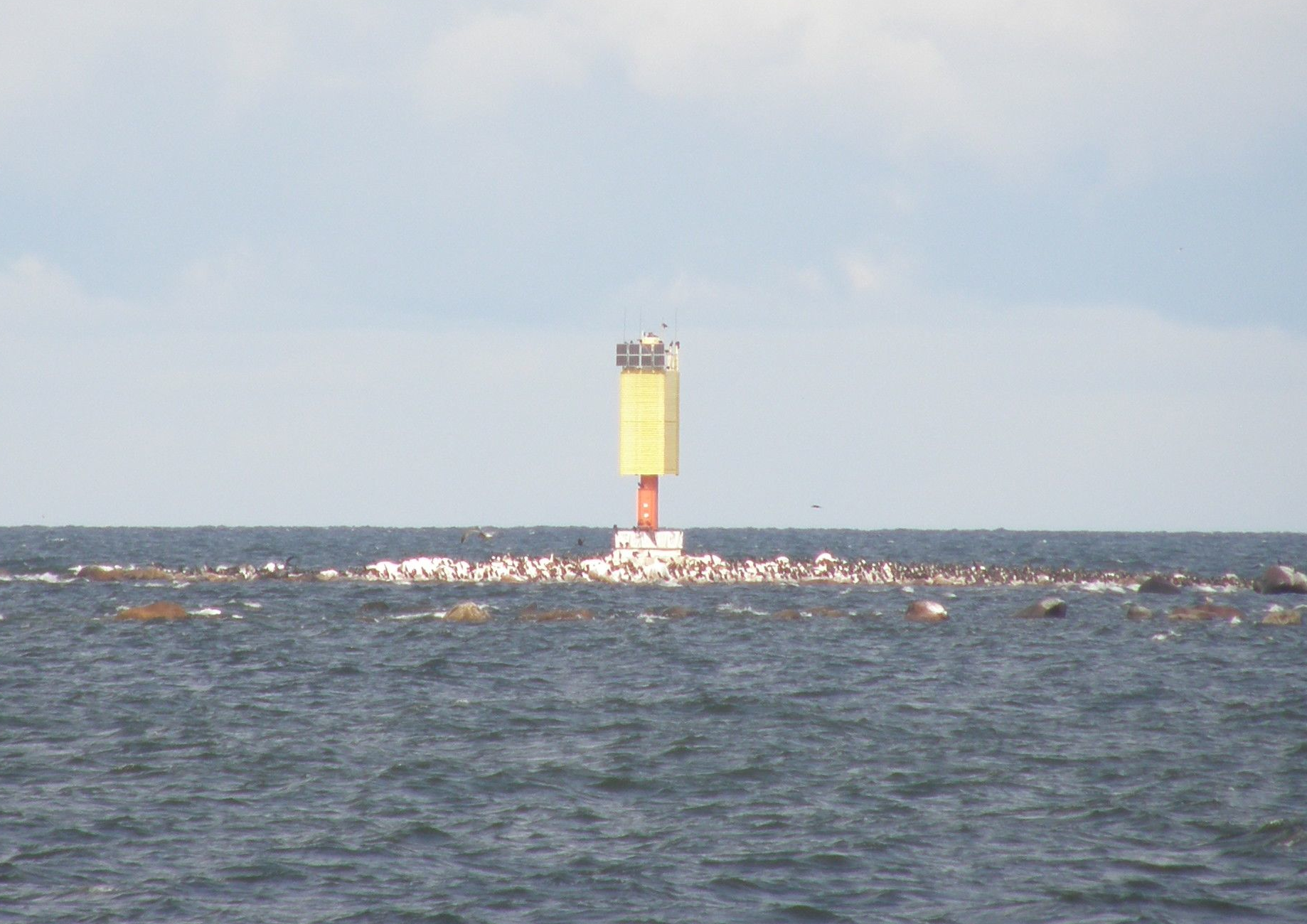
Ulfsö fyr.
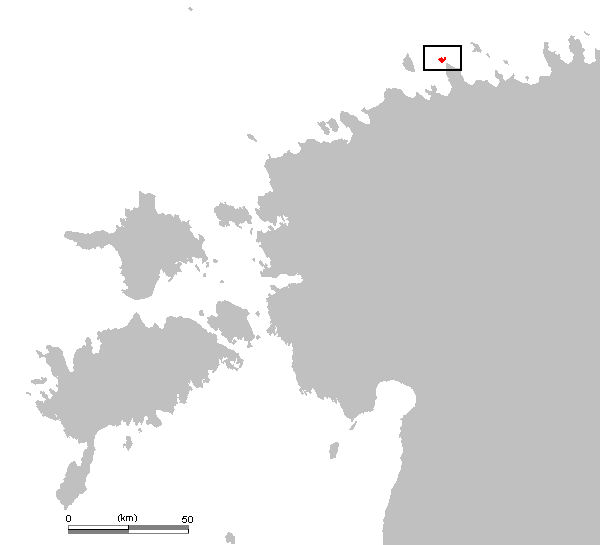